# علاء الحامولی
علاء الحامولی (عربی: علاء الدين حسنين الحامولي؛ ۴ ژوئیهٔ ۱۹۳۰ – ۱۳ ژانویهٔ ۱۹۸۴) ورزشکار اهل مصر بود.
از باشگاه‌هایی که در آن بازی کرده‌است می‌توان به باشگاه ورزشی زمالک اشاره کرد.
وی همچنین در تیم ملی فوتبال تیم ملی فوتبال مصر بازی کرده است.